# Broncoscòpia

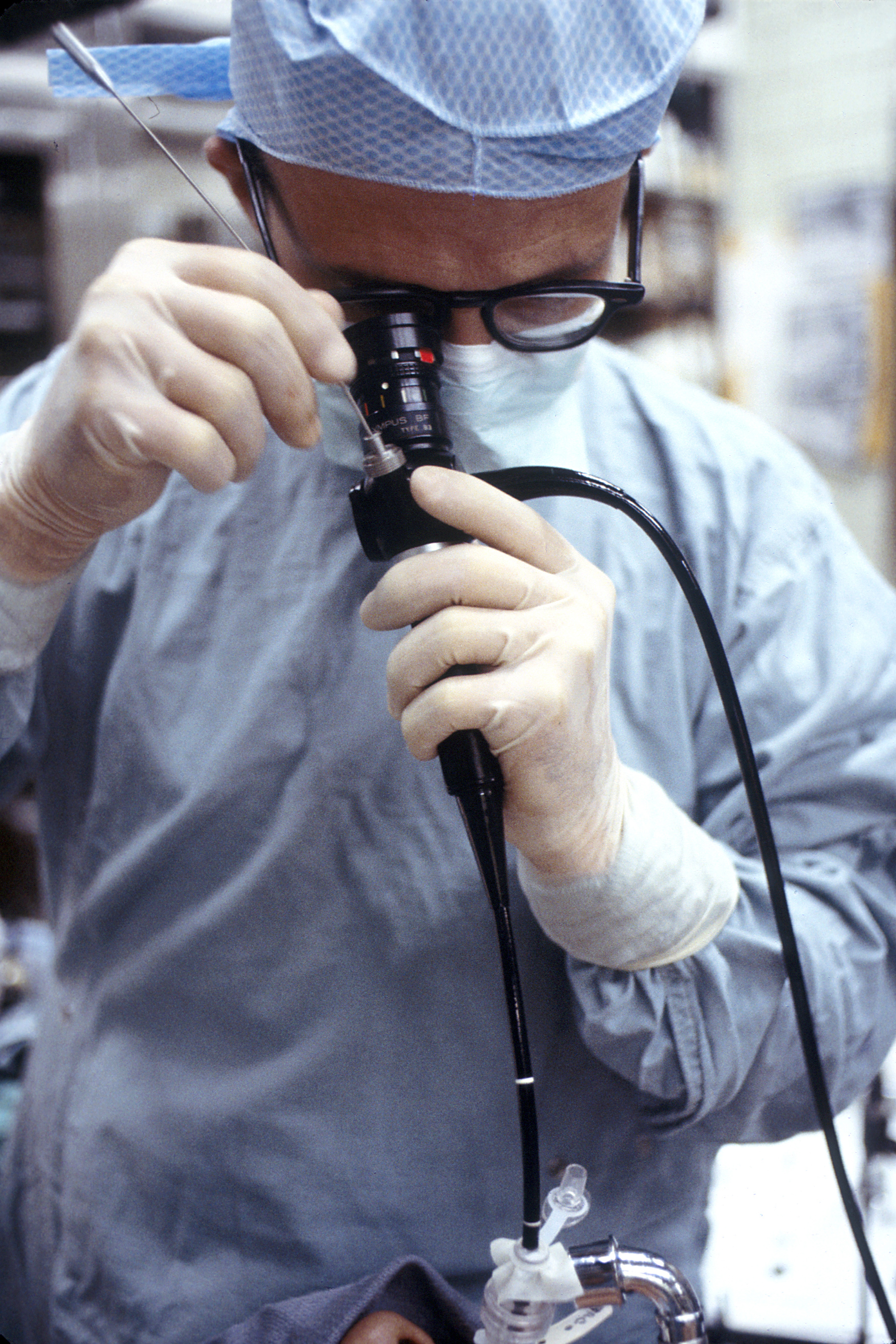
Professional realitzant una broncoscòpia.

La broncoscòpia és una tècnica diagnòstica, que permet la visualització de les vies aèries baixes usant un broncoscopi flexible o rígid, la qual pot ser utilitzada amb fins diagnòstics o terapèutics. S'utilitza per a l'examen de la via aèria, entre altres fins, per al diagnòstic de processos inflamatoris, infecciosos, tumorals, hemorràgics i la ubicació de cossos estranys.

## Història
L'alemany Gustav Killian, va realitzar la primera broncoscòpia el 1897 en utilitzar un broncoscopi rígid per a extreure un os de porc. Va procedir amb anestèsia local amb cocaïna En la dècada de 1920 Nathan Faux va perfeccionar el broncoscopi, en utilitzar un tub rígid per a visualitzar la tràquea i els bronquis principals. El japonès Shigeto Ikeda, va inventar el broncoscopi flexible el 1966. Inicialment emprava filaments de fibra òptica que requerien una font de llum externa, tenia un diàmetre exterior d'aproximadament 5 a 6 mm, amb una capacitat de flexionar 180 graus i estendre 120 graus. Permetí entrar als bronquis lobars i segmentaris. Més recentment, s'han reemplaçat per broncoscopis equipats amb un dispositiu de vídeo situat al seu extrem.

## Tipus
Existeixen dos tipus de broncoscopis: flexible (fibrobroncoscòpia) i rígid. La fibrobroncoscòpia es realitza generalment sota anestèsia local, amb pacient despert. La broncoscòpia rígida pot ser usada per a l'extracció de cossos estranys o la col·locació de stents. Es realitza generalment sota anestèsia general.

## Fins de la broncoscòpia

### Diagnòstica
- Per observar anormalitats en la via aèria
- Per obtenir mostres de teixit pulmonar en diverses malalties, per a una biòpsia, rentat broncoalveolar o raspallat endobronquial.
- Per diagnosticar un pacient amb hemorràgia pulmonar, sospita de càncer de pulmó, tos crònica i sarcoïdosi, entre d'altres.

### Terapèutica
- Per a remoure secrecions, sang o objectes estranys de la via aèria
- Resecció mitjançant làser, electrocirurgia o crioteràpia de tumors o estenosi d'origen benigne de la tràquea i bronquis
- Inserció de stents per tal d'alleujar la pressió extrínseca ocasionada per processos benignes o malignes
- La broncoscòpia també s'utilitza en la traqueostomia percutània
- Intubació traqueal de pacients amb via aèria difícil, usant un broncoscopi flexible